# Beibežu purvs
Beibežu purvs är ett träsk i Lettland.   Det ligger i Bauska kommun, i den centrala delen av landet, 40 km sydost om huvudstaden Riga.